# 에런 코플런드

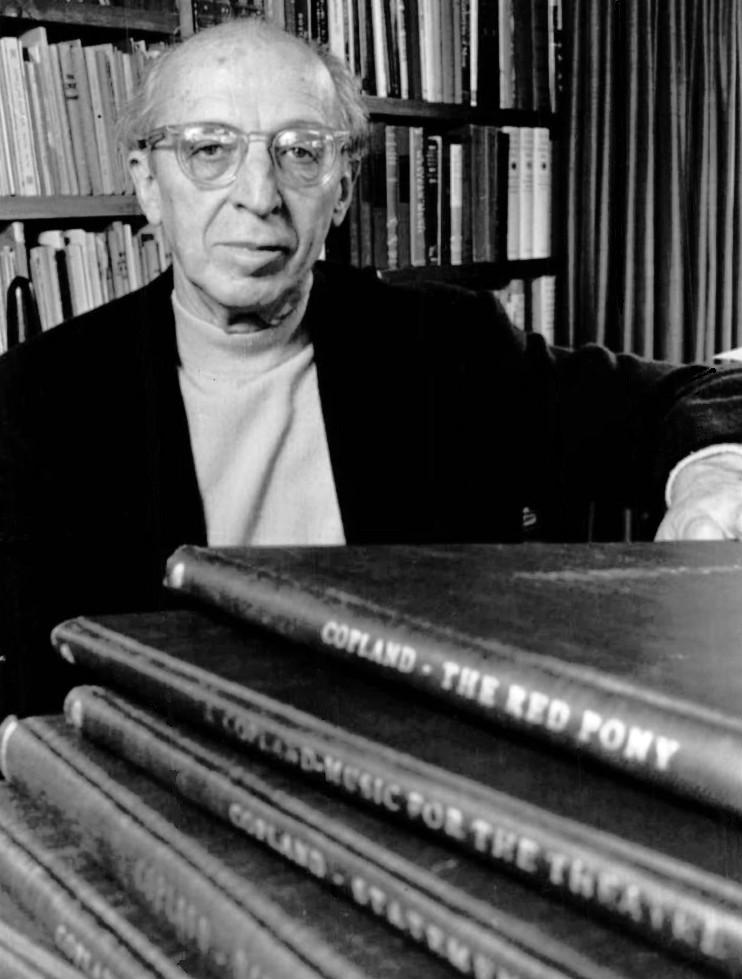
에런 코플런드

에런 코플런드(Aaron Copland, 1900년 11월 14일 ~ 1990년 12월 2일)는 순음악에 미국이라는 느낌을 심어 놓은 작곡가이다.
1900년 11월 14일 뉴욕 브루클린에서 유대계·러시아인의 아들로 태어났다. 파리에 유학했고, 귀국 후 현대음악과 대중이 유리되어 있음을 보고 멕시코 여행의 인상을 바탕으로 한 《엘 살롱 메히코》(1937)를 발표하여 넓은 음악층을 사로잡았다. 그 뒤로 코플런드는 미국다운 요소를 음악으로 살려, 미국이라는 느낌을 고전 음악 작품에 심는 데 성공하였다. 1990년 12월 2일 향년 90세의 나이로 세상을 떠났다. 대중성 있는 작품을 작곡했지만 《교향곡 3번》과 같은 절대음악 작품도 있어 상반된 면을 지닌 작곡가이다. 주요 작품으로는 3대 발레음악  《로데오》, 《애팔래치아의 봄》, 《빌리 더 키드》,  관현악곡 《링컨의 초상》, 《엘 살롱 메히코》, 협주곡 《조용한 도시》, 취주악곡 《보통 사람들을 위한 팡파르》, 피아노곡 《변주곡》, 《고양이와 쥐》, 가곡 《12개의 에밀리 디킨슨 시》, 오페라 《연약한 대지》 등이 있다.

## 작품

### 발레
- 그로그(1925; 32년에 개정)
- 빌리 더 키드(1938)
- 로데오(1942)
- 애팔래치아의 봄(1944)

### 교향곡
- 오르간 교향곡(1924, 나중에 개정하면서 오르간을 빼고 교향곡 1번으로 제목을 바꿈(1928))
- 무용교향곡(1925)
- 교향곡 2번 '단곡(短曲)' (1933)
- 교향곡 3번 마단조 (1946)

### 관현악곡
- 극장용 음악(1925)
- 교향 송가(1929; 55년에 개정)
- 진술(1934)
- 엘 살롱 메히코(1936)
- 야외 서곡(1938)
- 링컨의 초상(1942)
- 영화 음악(1942)
- 집(고향)에서 온 편지(1944)
- 함축(1961~2)
- 대도시 음악(1964)
- 본질(1967)
- 세 개의 라틴아메리카 스케치(1972)

### 협주곡
- 피아노 협주곡(1964)
- 조용한 도시(1940)(트럼펫&잉글리시 호른,현악합주)
- 클라리넷 협주곡(1948)

### 실내악

#### 이중주곡
- 바이올린과 피아노를 위한 2개의 소품(1926)
- 바이올린 소나타(1943)
- 플루트와 피아노를 위한 2중주(1970~1)

#### 사중주/육중주곡
- 현악 4중주를 위한 악장(1924)
- 피아노 4중주(1960)
- 현악 4중주를 위한 2개의 소품(1928)
- 피아노 5중주와 클라리넷을 위한 6중주(1937)

#### 그 밖
- 보통 사람들을 위한 팡파르(1942)
- 현악 9중주(바이올린3·비올라3·첼로3, 1960)

### 피아노
- 3개의 소네트(1919)
- 고양이와 쥐(1920)
- 피아노 소나타 사장조(1921)
- 세 개의 무드(1921)
- 파사칼리아(1922)
- 감상적 선율(1926)
- 피아노 변주곡(1930)
- 일요일 오후 음악(1935)
- 피아노 소나타(1941)
- 4개의 피아노 블루스(1926~48)
- 환상곡(1955~7)
- 야상(1972)

### 가곡
- 시인의 노래(1927)
- 12개의 에밀리 디킨슨 시(1950)
- 오래된 미국의 노래 1번(1950)
- 오래된 미국의 노래 2번(1952)

### 합창
- 2개의 합창(1925)
- 종달새(1938)
- 자유 찬가(1955)

### 오페라
- 두번째 태풍(1937)
- 연약한 대지(1964)

### 저서
- 《음악에서 무엇을 들어낼 것인가》(이석호 역, 포노, 2016). 한국어판. 《What to Listen for in Music》(1938, 1957)을 번역한 책.